# باشگاه ورزشی مالکیه
باشگاه ورزشی مالکیه (عربی: نادي المالكية) این باشگاه فوتبال در شهر المالکیه، بحرین قرار دارد. این باشگاه ورزشگاه شهرک عیسی را با باشگاه فوتبال النجمه به اشتراک میگذارد.
باشگاه مالکیه عنوان قهرمانی لیگ برتر بحرین را ۴۹ سال بعد از تأسیس به دست آورد.

## عناوین
- لیگ برتر بحرین: ۱ (اولین عنوان)

۲۰۱۷

## بازیکنان
- سید محمد جعفر
- اسرا عامر